# Bruno Mora (Fußballspieler)
Bruno Mora (* 29. März 1937 in Parma; † 10. Dezember 1986 ebenda) war ein italienischer Fußballspieler und -trainer.
Während seiner Karriere spielte er als Linksaußen unter anderem bei Sampdoria Genua, von 1960 bis 1962 bei Juventus Turin und bei der AC Mailand. Zu seinen größten Erfolgen zählen der Gewinn der italienischen Meisterschaft 1960/61 mit Juventus sowie des Europapokals der Landesmeister 1962/63 mit Nereo Roccos Milan.
Für Italien absolvierte er 21 Länderspiele und schoss dabei vier Tore. Sein Debüt in der Squadra Azzurra gab er am 29. November 1959 beim 1:1 gegen Ungarn, sein letztes Länderspiel bestritt Mora am 7. Dezember 1965 beim 3:0 gegen Schottland. Mit Italien nahm er außerdem an der WM 1962 in Chile teil.

## Erfolge
- Italienische Meisterschaft: 1960/61, 1967/68
- Europapokal der Landesmeister: 1962/63
- Coppa Italia: 1966/67